# Плъховидни кенгурута
Плъховидни кенгурута (Potoroidae), също кенгурови плъхове, са семейство торбести бозайници от разред Двурезцови. Семейството е представено от дребни подскачащи животни с размери на заек, наподобяващи плъх или много малко валаби.

## Общи характеристики
Плъховидните кенгурута са родствени на тези от семейство кенгурови. В устройството на зъбите се наблюдава опростяване на зъбния модел. Наблюдават се по-дълги горни резци, по-дълги кучешки зъби и широки четиривърхи кътници. И двете групи торбести притежават широка диастема – пространство между резците и предкътниците. Зъбната формула е: {\displaystyle {\frac {3.0/1.2.4}{1.0.2.4}}}
В много отношения плъховидните кенгурута наподобяват на валабитата с разликата, че задните им крайници са по-дълги. Движат се с подскоци, но често използват и предните си крайници като така се движат по-бавно.
Подобно на повечето двурезцови торбести и плъховидните кенгурута са тревопасни. За разлика от тях обаче имат особени предпочитания към плодните части на гъбите и често оцеляването им зависи от тях. Тези екологични особености ги правят изключително ограничени към влажни местообитания. Видовете стават и редовно жертви на привнесените в Австралия хищни лисици и подивели котки.

## Класификация
Днес съществуват три съвременни рода от семейството с общо 11 вида в тях:
- Семейство Potoroidae
  - Род †Wakiewakie
  - Род †Purtia
  - Род ?†Palaeopotorous
  - Подсемейство †Bulungamayinae
    - Род †Wabularoo
      - †Wabularoo hilarus
      - †Wabularoo naughtoni

    - Род †Bulungamaya

  - Подсемейство Potoroinae
    - Род Aepyprymnus
      - Aepyprymnus rufescens, Рижаво плъховидно кенгуру

    - Род Bettongia, Бетонги
      - Bettongia gaimardi, Източен бетонг
      - Bettongia lesueur, Югозападен бетонг
      - Bettongia penicillata, Гребеноопашат бетонг
      - Bettongia tropica, Късомуцунест бетонг, Северен бетонг
      - †Bettongia moyesi

    - Род †Caloprymnus
      - †Caloprymnus campestris, Пустинно плъховидно кенгуру

    - Род Potorous, Поторута
      - Potorous longipes, Дългокрак потору
      - †Potorous platyops, Широкоглаво потору
      - Potorous tridactylus, Дългоносо плъховидно кенгуру
      - Potorous gilbertii,

    - Род †Gumardee
      - †Gumardee pascuali

    - Род †Milliyowi
      - †Milliyowi bunganditj

## Външнипрепратки
- ARKive – images and movies of the burrowing bettong (Bettongia lesueur) Архив на оригинала от 2006-05-02 в Wayback Machine.
- DPIWE information on the Tasmanian Bettong
- U.S. Fish & Wildlife Service Species Profile
- Australian Faunal Directory